# EL1
Електровоз ЕЛ1 - промисловий електровоз постійного струму, що будувався в НДР на локомотивнобудівному заводі Ганс Баймлер (нім. Lokomotivbau Elektrotechnische Werke) для підприємств Радянського Союзу.

## Історія
В 1966-1969 і 1971 рр. з локомотиво-електротехнічного заводу Ганс Баймлер НДР для промислових залізничних колій СРСР закуповувала електровози типу 2О+2О+2О ЕЛ1, які були вперше побудовані в 1957 р..

## Конструкція
Ці електровози розраховані на роботу на постійному струмі напругою 1500 В від верхнього або бокового контактного дроту.
Кузов електровоза складається з двох секцій, в кожній з яких перед скосом розташована кабіна машиніста. Секції кузова спираються з одного боку на крайні двовісні візки, з іншого - на середній двовісний візок.
Візки виконані з боковинами з листової сталі; боковини і поперечні бруси зварені між собою. З'єднання між окремими частинами виконані короткими тягами для передачі горизонтальних поздовжніх зусиль. Вертикальні зусилля від крайніх частин на середню передаються через спеціальні штирі, вправлені в торцеві листи цих частин; кінці штирів пропущені через кульові пристрої, горизонтальне переміщення яких обмежується упорами середньої частини електровоза.
Рессорное підвішування складається з листових надбуксових ресор і циліндричних гвинтових кінцевих пружин. Поблизу крайніх частин осі збалансовані між собою листовими ресорами, у середній частині колісні пари не пов'язані між собою.
Тягові електродвигуни мають опорно-осьове підвішування. Колісні пари з діаметром коліс 1120 мм мають колісні центри з видовженими маточинами, на які насаджені зубчасті колеса. Букси щелепного типу з ковзаючими самозмащувальними підшипниками. Редуктор двосторонній, жорсткий, косозубий з передавальним відношенням 12:67 = 1:5,58.
На електровозі встановлено шість тягових електродвигунів GBM-350/1500 з компенсаційною обмоткою
Максимальна частота обертання якоря 2000 об/хв. Вага електродвигуна з двома шестернями 3650 кгс. Електродвигуни виготовлені заводом Саксен-Верк в м. Дрезден НДР.
На електровозах встановлені три мотор-компресора (електродвигун 6НМ-2323 1500 В, 15 кВт, 14 А, 1850 об/хв і компресор VV224), шість мотор-вентиляторів для охолодження тягових електродвигунів і пуско-гальмівних резисторів і два мотор-генератора, що перетворюють струм 1500В в постійний струм 48 В. Акумуляторна батарея лужна, що складається з 40 елементів, її ємність 250 А-год (тип 9166.4).
Тягові електродвигуни кожного візка з'єднуються послідовно і паралельно. Реверсори включені в ланцюги якорів. Виведення пускових резисторів і перемикання тягових електродвигунів з одного з'єднання на інший здійснюється індивідуальними електропневматичними контакторами DLS-350.
Для перемикання на режим реостатного гальмування, при якому два паралельно з'єднаних тягових електродвигуна замикаються на свою групу резисторів, служить гальмівний перемикач. Захист силового ланцюга тягових електродвигунів здійснюється швидкодіючим вимикачем «Геарапід».
Контролери машиніста мають реверсивну і головну рукоятки. При пересуванні головної рукоятки від нульової позиції в одну сторону здійснюється реостатний пуск на послідовному з'єднанні (позиції 1-18 - реостатні, 19-та ходова) і паралельному з'єднанні (позиції 20-33 - реостатні, 34-та ходова), а при русі в іншому напрямку - реостатне гальмування (позиції 1-22).
Електровози обладнані трьома повітророзподільниками; кожен повітророзподільник управляє двома гальмівними циліндрами, розташованими на візку. Подача піску передбачена під всі колісні пари для обох напрямів руху.
Вага електровоза 150 тс (25 тс на вісь). При годинному режимі локомотив розвиває силу тяги 24200 кгс і швидкість 31 км/год, при тривалому-відповідно 18500 кгс і 33,6 км/год; конструкційна швидкість 65 км/год..